# Pseudotomoderus sulawesianus
Pseudotomoderus sulawesianus es una especie de coleóptero de la familia Anthicidae.

## Distribución geográfica
Habita en Indonesia.